# Kamień Czerskiego

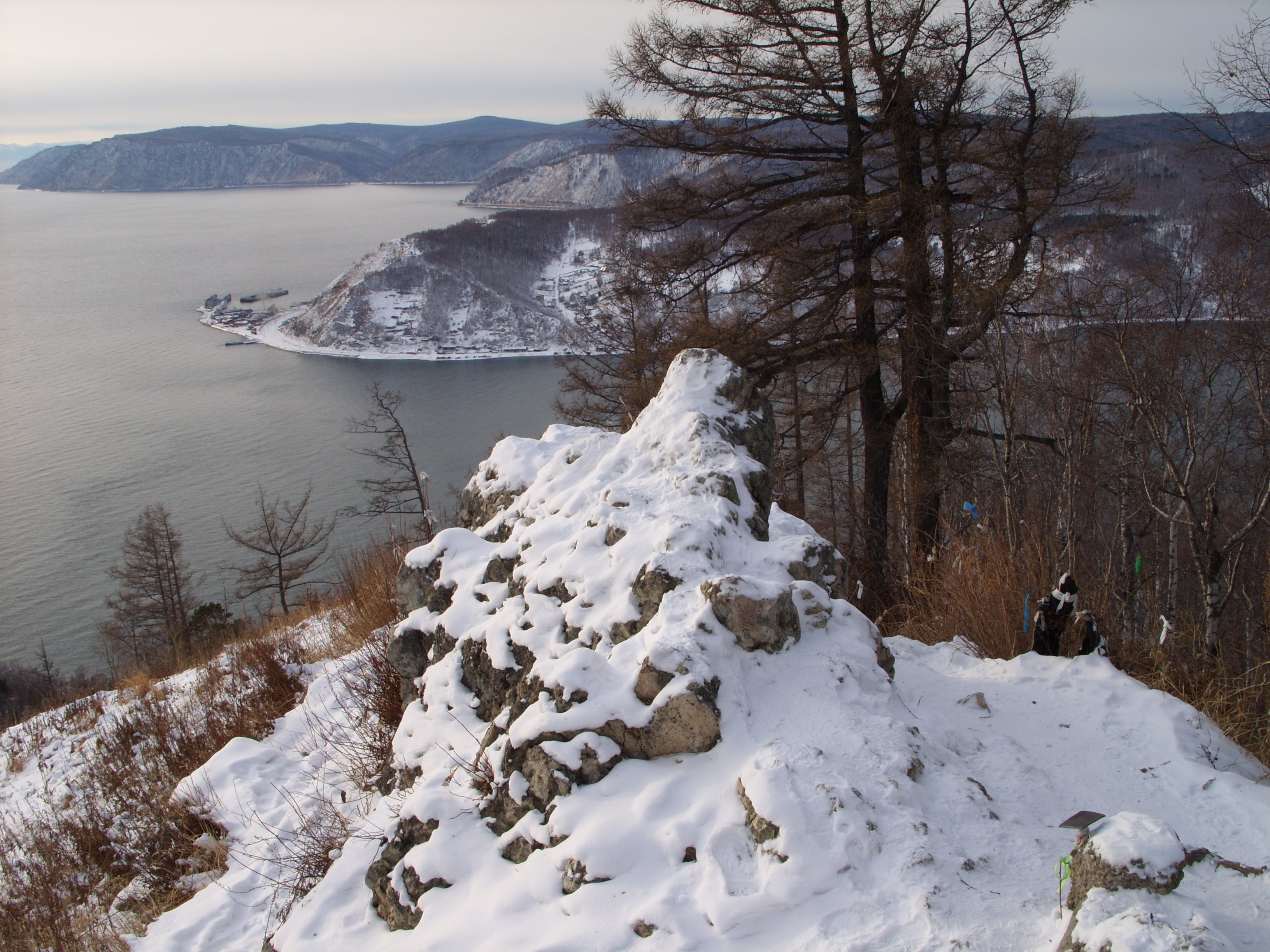
Wierzchołek Kamienia Czerskiego, w tle Angara (2008)

Kamień Czerskiego (ros. Камень Черского, Kamień Czerskogo) – szczyt Gór Przymorskich o wysokości 728,4 m n.p.m., wznoszący się nad zachodnią częścią Listwianki.
Jedna z głównych atrakcji turystycznych Listwianki, ponieważ rozciąga się z niego bardzo dobra panorama na źródło Angary wypływającej z Bajkału i na sam Bajkał. Jest to także święta góra szamanizmu buriackiego. Na samym wierzchołku skałka, wokół gęsta tajga. Zimą pod szczyt dowozi wyciąg narciarski. Nazwa szczytu upamiętnia polskiego zesłańca i geologa Jana Czerskiego.